# 大岩洋子
大岩 洋子（おおいわ ようこ）は、日本のフィギュアスケート選手（ペアスケーティング、アイスダンス、女子シングル）。ペアのパートナーは垣田一彦。アイスダンスのパートナーは中村治樹。1960年全日本フィギュアスケート選手権優勝。

## 経歴
1958年、全日本ジュニア選手権の女子シングルで優勝する。
1960年、ペアで垣田一彦、アイスダンスで中村治樹とカップルを組み、全日本ジュニア選手権でペアとアイスダンスともに優勝を果たす。同年の全日本選手権ではアイスダンスで優勝する。
姉に元フィギュアスケート選手の藤森美恵子（旧姓 大岩）、義兄弟に1960年ローマオリンピックの競泳男子800m自由形リレーの銀メダリストの石井宏、甥に2024年パリオリンピック総合馬術団体の銅メダリストの大岩義明、祖父に元名古屋市長の大岩勇夫 がいる。

## 主な戦績
- 1958-59シーズンは女子シングル。
- 1960-61シーズンの全日本ジュニア選手権はペアとアイスダンスともに優勝。全日本選手権はアイスダンスの記録。

| 大会/年              | 1958-59 | 1959-60 | 1960-61 |
| -------------------- | ------- | ------- | ------- |
| 全日本選手権         |         |         | 1       |
| 全日本ジュニア選手権 | 1       |         | 1       |